# 集體中毒
集體中毒，是集體進食之後的中毒現象。 例如宴會、大食會、美食派對、日本魚生、百貨公司新產品試飲試食推廣活動、工地秀、餐廳、酒樓、酒店都可能有此風險。

## 原因
- 交叉感染
- 集體謀殺
- 食水污染
- 生化細菌戰

## 毒源
- 毒物: 山埃、砒霜、老鼠藥、殺虫水等。
- 有毒植物: 夾竹桃、牽牛花、水仙等。
- 細菌

## 例子
- 裕盛辦館毒麵包案